# Monumento nacional de la Isla del Almirantazgo
El monumento nacional de la Isla del Almirantazgo (en inglés: Admiralty Island National Monument) es un monumento nacional de los Estados Unidos que protege la isla del Almirantazgo, en el sureste de Alaska. Fue creado el 1 de diciembre de 1978 y protege 3868 km² del Bosque nacional Tongass.  El aislamiento del monumento propició que el Congreso aprobará una legislación para designar 74 km² como «Área salvaje Kootznoowoo» (Kootznoowoo Wilderness), asegurando que el amplio corazón de ese monumento estuviese protegido permanentemente del desarrollo.  El Servicio Forestal de los Estados Unidos administra el monumento desde sus oficinas en Juneau.
Tsugas del Pacífico, píceas de Sitka, y tuyas gigantes dominan la densa vegetación selvática; hay animales en abundancia, como osos pardos, águilas calvas, muchas especies de salmones, ballenas, y ciervos. Tiene más osos pardos que en el resto de los 48 estados al sur y tiene una de las densidades más altas de águilas calvas del mundo.
Hay algunos recursos culturales como restos de fábricas de conservas de pescado, de estaciones para la pesca de ballenas y cabañas de mineros que representan la historia temprana del desarrollo de la isla.
La tribu Angoon del pueblo tlingit, que vive en tierra tribal en la comunidad de Angoon en la costa oriental de la isla, considera el monumento nacional un lugar sacro.  Los tlingit lucharon para lograr la protección de la isla como una parte de la legislación ANILCA («Alaska National Interest Lands Conservation Act», la ley de Conservación de las Tierras de Alaska para el Interés Nacional), y continúan comprometidos con el comisariado de los recursos naturales de la isla. La mayoría de los residententes de Angoon hacen uso del monumento para su subsistencia diaria.  La ruta de Canoa a través de la isla ('Cross Admiralty Canoe Route') de 51,5 km es un destino popular para el piragüismo, atravesando el ancho de la isla a través de una serie de lagos, ríos y porteos, con varias cabañas y refugios en el camino. Aunque la ruta moderna fue construida por el Cuerpo Civil de Conservación en la década de los años 1930, sigue pistas usadas por los indígenas de la isla para la caza, pesca, y comercio.
La mina de Greens Creek es una mina subterránea de plata, oro, cinc y plomo ubicada en el extremo noroeste de la isla, dentro del monumento nacional pero fuera del área de tierra virgen. Empezó sus operaciones en 1989. Drenaje ácido de la mina ha ocurrido.[cita requerida]

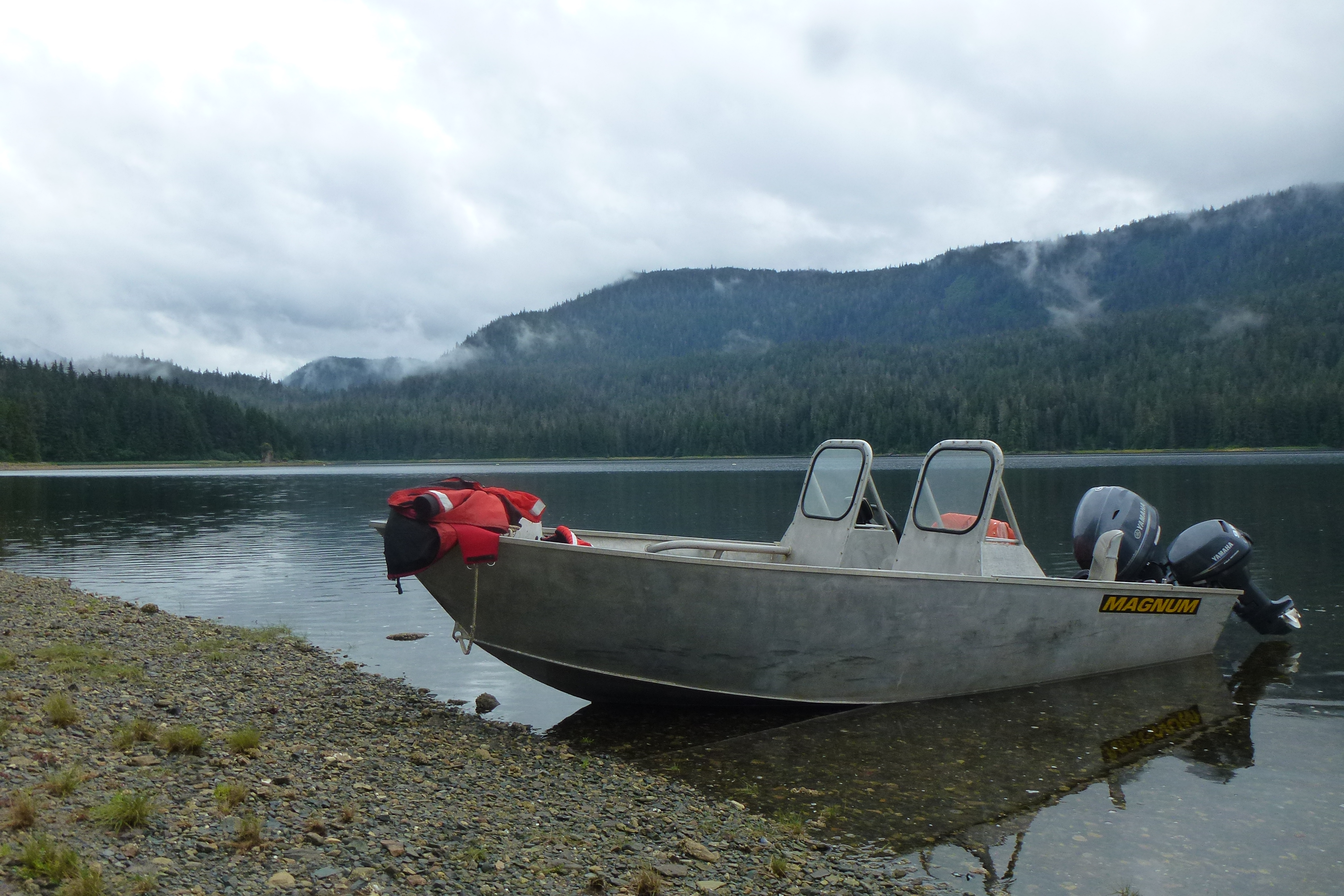
La Bahía Mitchell en el Monumento Nacional de la Isla del Almirantazgo